# Bonnac (Ariège)
Bonnac è un comune francese di 755 abitanti situato nel dipartimento dell'Ariège nella regione dell'Occitania.

## Storia
La parrocchia di Bonnac è la più antica del territorio di quella che era la Comunità di comuni del Pays de Pamiers. Inizialmente proprietà del vescovo di Tolosa, appartenne al vescovo di Pamiers dall'inizio del XIV secolo. La storia della città è strettamente legata a quella della sua signoria dominata da numerose famiglie, vassalli del conte di Foix, che si succedettero dal XIII secolo fino alla Rivoluzione francese: i Durfort, i Villemurs, i d'Usson.
Il borgo si sviluppò intorno al castello espandendosi gradualmente dall'altezza del Terrefort verso l'interno dell'ansa del fiume Ariège.
Il villaggio fu saccheggiato dalle Grandi Compagnie nel 1439, durante la guerra dei cent'anni.
All'inizio del XIX secolo, Bonnac era famosa per i suoi frutteti, in particolare per i suoi alberi di pesco. La coltivazione dei cereali era importante, ma la ricchezza di Bonnac fu legata alla coltura del fagiolo bianco, che ne fece la fortuna durante il XX secolo.

La popolazione rimase stabile dall'inizio dell'Ottocento, attestandosi intorno ai 690 abitanti, ma con un netto incremento dalla seconda metà del secolo, raggiungendo il picco nel 1856 con 978 abitanti, quando vennero costruite opere pubbliche come scuole, il municipio, ponti e l'acquedotto cittadino. Questo forte sviluppo fu anche collegato alla costruzione di una centrale idroelettrica, alla vicinanza dello stabilimento metallurgico di Pamiers, della stazione Vernet e della strada statale, che favorirono l'insediamento di altre attività industriali. Tuttavia, queste sono state gradualmente chiuse durante il XX secolo.
Il ponte sull'Ariège fu ricostruito nel 1882 dopo essere stato spazzato via durante l'alluvione del 23 giugno 1875.

### Simboli
Lo stemma, adottato nel 1960, riprende le insegne della famiglia D'Usson. Jean-Louis D'Usson fu marchese di Bonnac e signore del Donezan nel XVIII secolo.

## Società

### Evoluzione demografica
Abitanti censiti